# 아프리카군 (프랑스)

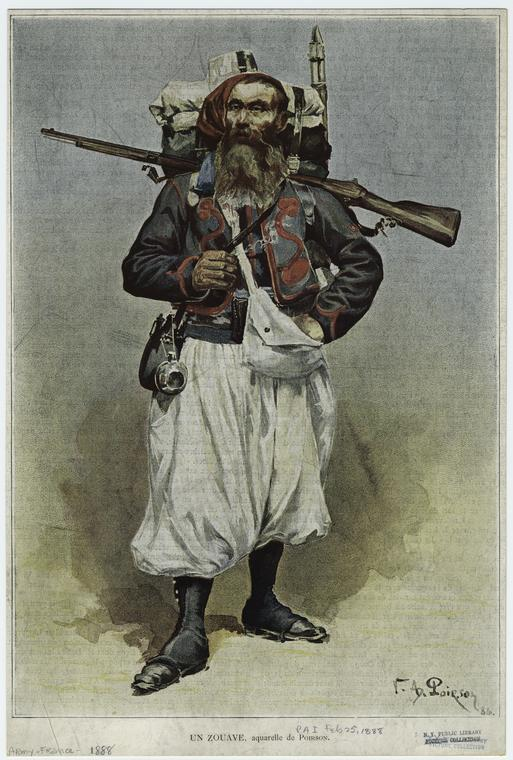
1888년의 프랑스 아프리카 군의 주아브병(兵)(Zouave).

아프리카군(프랑스어: Armée d’Afrique 아르메 다프리크[*])는 비공식적인 명칭이지만 아프리카에 주둔했던 프랑스 군대를 지칭하는데 사용하는 말이다. 아프리카군은 주로 북아프리카 지역에 주둔했으다. 1830년 모로코, 알제리, 튀니스에 주둔했으며 1962년 알제리 전쟁의 종전과 함께 철수했다.

## 같이 보기
- 프랑스 식민제국 기 목록
- 프랑스의 식민지 목록